# Quimera de Raleigh
La quimera de Raleigh (Harriotta raleighana) és una quimera de la família dels Rhinochimaeridae. Es troba als mars temperats de tot el món, a fondàries d'entre 200 i 2.600 metres. Fa entre 1 i 1,5 metres de longitud.